# جوزيف بي مكفادين
جوزيف بي مكفادين (بالإنجليزية: Joseph P. McFadden)‏ هو كاهن كاثوليكي أمريكي، ولد في 22 مايو 1947 في فيلادلفيا في الولايات المتحدة، وتوفي بنفس المكان في 2 مايو 2013.